# 1825 en philosophie
Chronologie de la philosophie
- 1821
- 1822
- 1823
- 1824
- 1825
- 1826
- 1827
- 1828
- 1829

L’année 1825 a été marquée, en philosophie, par les événements suivants :

## Publications
- Félicité Robert de Lamennais : De la religion considérée dans ses rapports avec l’ordre politique.

## Naissances
- 4 mai : Thomas Henry Huxley, philosophe britannique, mort en 1895.

## Décès
- 19 mai : Claude-Henri de Rouvroy de Saint-Simon (« comte de Saint-Simon »), philosophe français, né en 1760, mort à 64 ans.